# Кёлатаг
Кёлатаг (азерб. Kolatağ) — село в Агдеринском районе Азербайджана, является центром Кёлатагского сельского административно-территориального округа.

## Этимология
Согласно Энциклопедическому словарю топонимов Азербайджана, название происходит от Кёлэтэк (азерб. Kolətək), где ойконим состоит из двух компонентов: кёл (азерб. kol) и этэк (азерб. ətək), где кёл означает лес, мелкий лес, а этэк означает подол, подножие — и таким образом ойконим означает под лесом, у подножия леса. Населённый пункт был так назван по причине того, что был основан около леса. В словаре также приводится мнение некоторых исследователей, согласно которым топоним на самом деле назывался Гюльятаг (азерб. Gülyataq).
Согласно Г.И. Анохину переводе с армянского на русский язык слово Колатаг означает «под кустом».

## География
Село Кёлатаг является центром Кёлатагского сельского административно-территориального округа Агдеринского района. В состав данного сельского административно-территориального округа входит также село Дамгалы.
Село расположено у подножия Карабахского хребта. Горы, окружающие Кёлатаг, покрыты густым лесом. К юго-западу от деревни расположен горный хребет Кырхкыз.
К югу от деревни течёт одноимённая река.

## История
В период Российской империи село Колатаг (Колатагъ) находилось в составе Джеванширского уезда Елизаветпольской губернии.
На 1 января 1977 года село являлось центром одноимённого сельсовета Мардакертского района Нагорно-Карабахской автономной области (НКАО) Азербайджанской ССР.

### Карабахский конфликт
2 сентября 1991 года на совместной сессии Нагорно-Карабахского областного и Шаумяновского районного советов народных депутатов была принята Декларация о провозглашении Нагорно-Карабахской Республики в границах Нагорно-Карабахской автономной области (НКАО) и сопредельного Шаумяновского района Азербайджанской ССР. 
26 ноября 1991 года Верховный Совет Азербайджана принял закон «Об упразднении Нагорно-Карабахской автономной области Азербайджана» и переименовании Мардакертского района в Агдеринский.
Решением Парламента Азербайджана от 13 октября 1992 года от Агдеринский район был ликвидирован. Село было передано в состав Кельбаджарского района.
В результате Карабахского конфликта в начале 1990-х годов село попало под контроль непризнанной Нагорно-Карабахской Республики (НКР). Согласно административно-территориальному делению непризнанной республики, село располагалось в Мартакертском районе НКР и называлось Колатак.

### Межвоенный период
Из государственных учреждений в селе действовали муниципальный орган, средняя школа, дом культуры, медицинский пункт. 
В 2012 году при финансовой поддержке проживающего в России Гайка Гвардиковича Магакеляна, дорога протяженностью в 5,6 км, связывающая село с магистралью, была отремонтирована и заасфальтирована.

### Возвращение под контроль Азербайджана
Согласно Трёхстороннему Заявлению в ночь с 9 по 10 ноября 2020 года, подписанному по итогам Второй Карабахской войны, село перешло под контроль Российских миротворческих сил.
По итогам боевых действий в сентябре 2023 года Азербайджан восстановил контроль над селом Кёлатаг.
27 декабря 2023 года Агдеринский район был восстановлен в прежних границах и Кёлатагский сельский административно-территориальный округ вместе с входящим в него селом Кёлатаг вошёл в состав этого района. В настоящее время село Кёлатаг является центром Кёлатагского сельского административно-территориального округа Агдеринского района Азербайджана.

## Современный период
15 августа 2025 года в село возвратились 26 семей (89 человек) беженцев и вынужденных переселенцев.

## Население
По данным «Кавказского календаря» за 1908 год в селе проживало 242 человека и село указано как преимущественно армянское. По данным «Кавказского календаря» за 1912 год в селе проживало 246 человек, и село указано как преимущественно азербайджанское (в источнике «татарское»).
По состоянию на 1 января 1933 года в селе проживал 671 человек (115 хозяйств), все — армяне.

## Достопримечательности
Колатаг знаменит следующими достопримечательностями:
- Родник «Тту джур» (кислая вода)[источник не указан 466 дней].
- Качахакаберд (Сорочья крепость)
- Арснакар (Скала-невеста)[источник не указан 466 дней].
- Монастырь св. Акоба, VII в.

В лесах недалеко от деревни есть множество свидетельств древних поселений, часовни, монастыри, хачкары и другие исторические памятники. В северо-западном направлении, примерно в километре от деревни, находится монастырь св. Акоба (Սուրբ Հակոբ) (VII в.). Рядом с монастырем растёт величественный платан.

## Фотографии

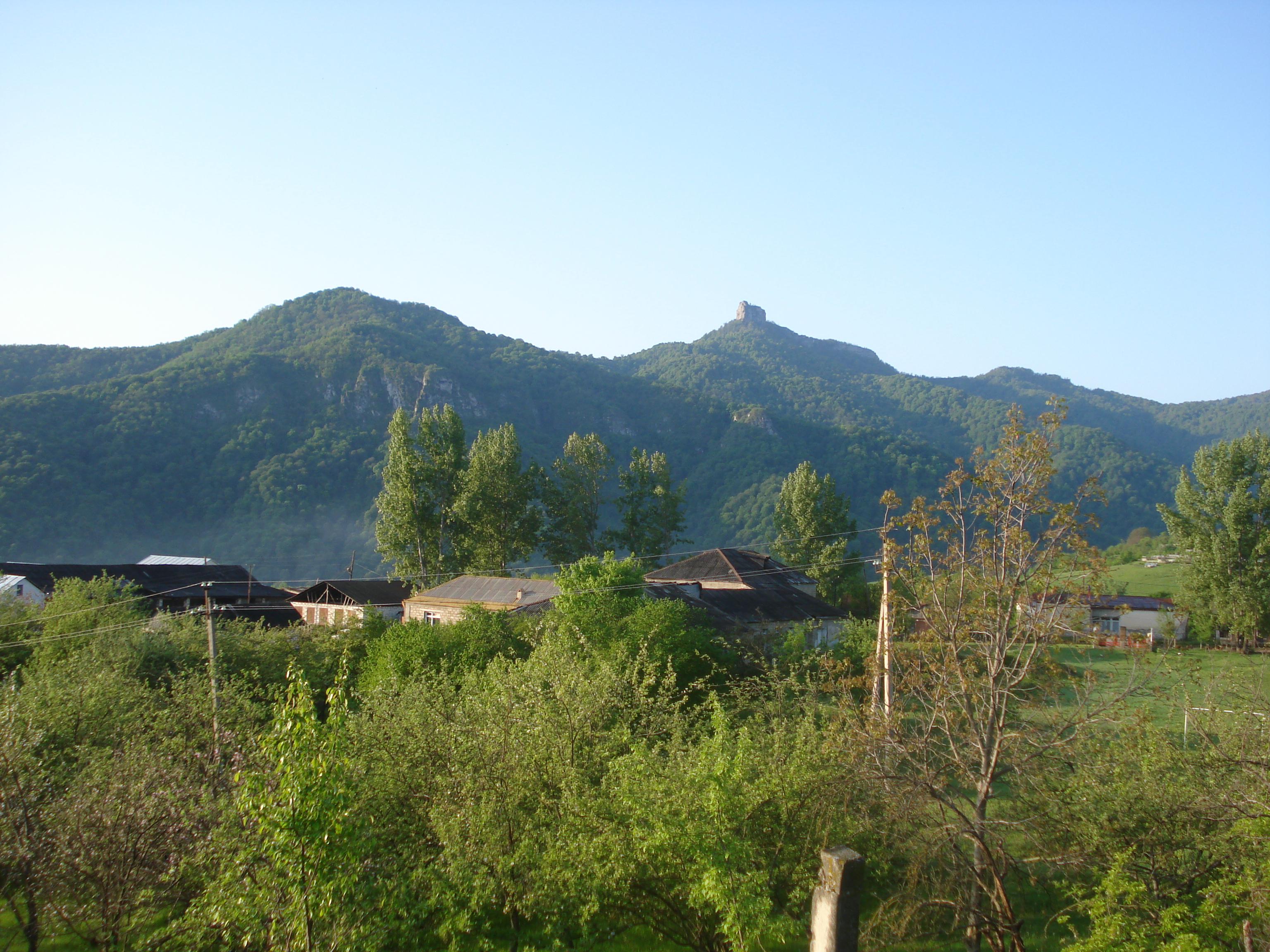
Вид на Арснакар и Качагакаберд из Кёлатага
Горный хребет Кырхкыз, вид из Кёлатага
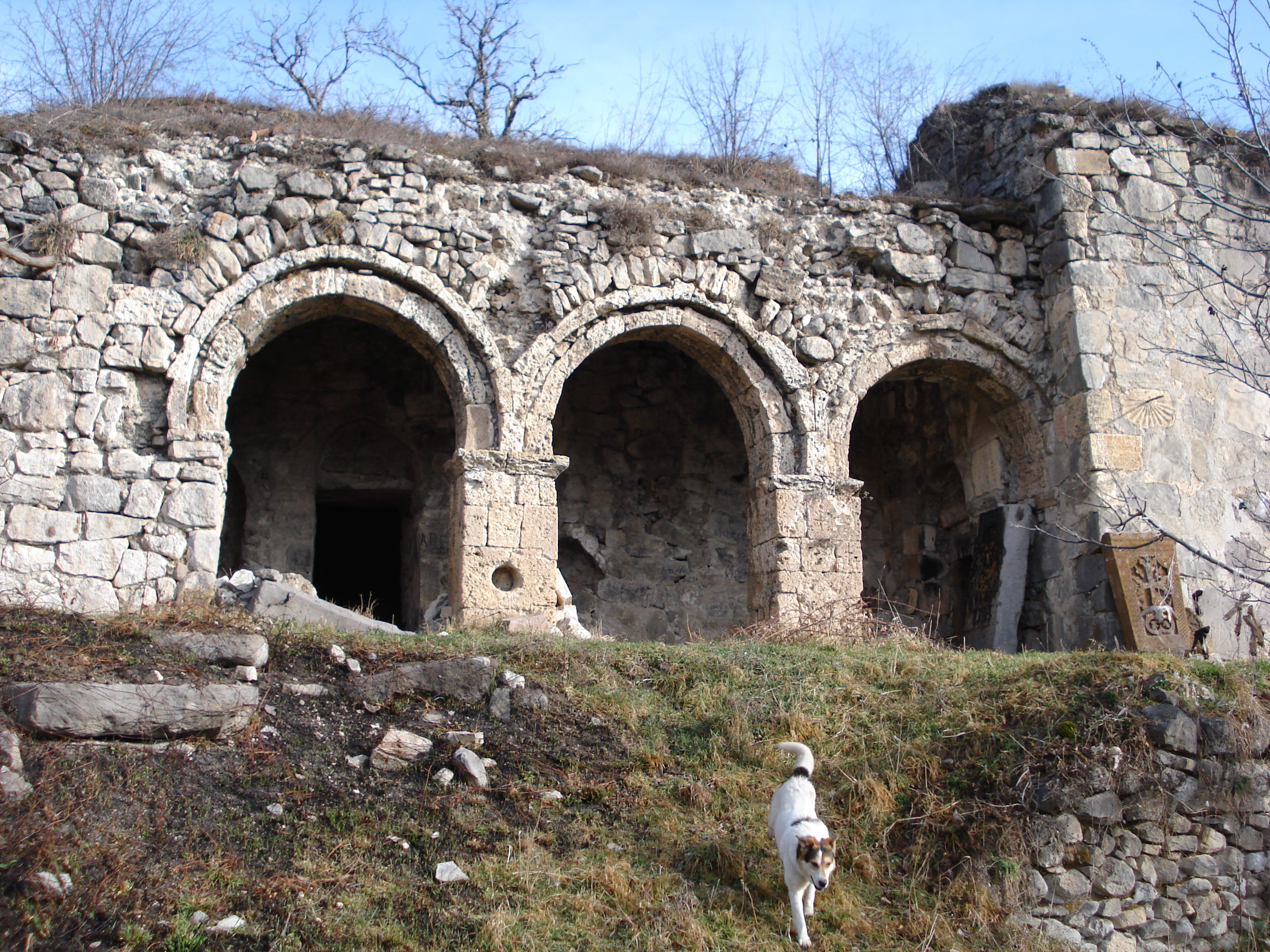
Кёлатаг, Монастырь св.Акоба, VIIв.
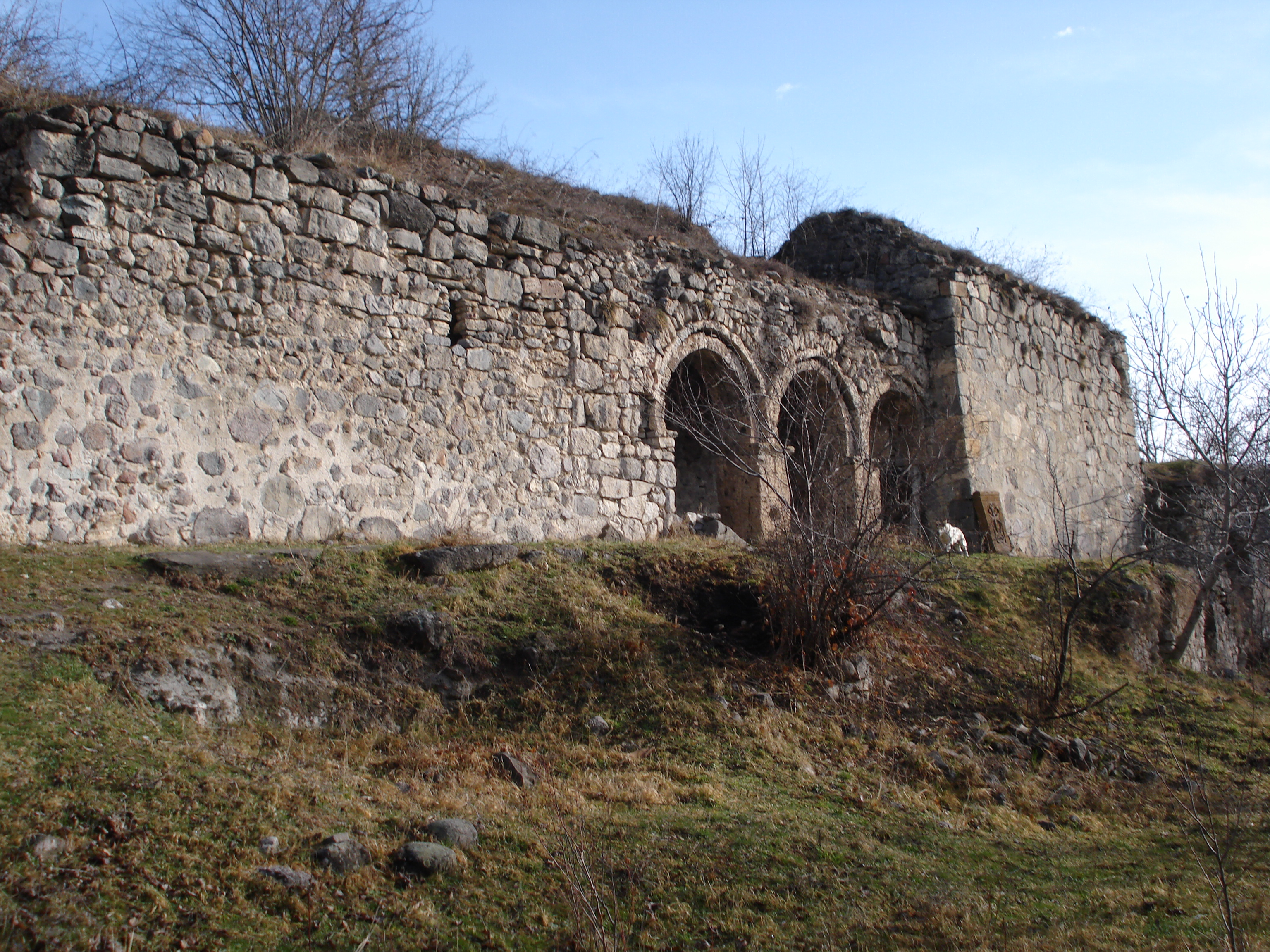
Кёлатаг, Монастырь св.Акоба, VIIв.
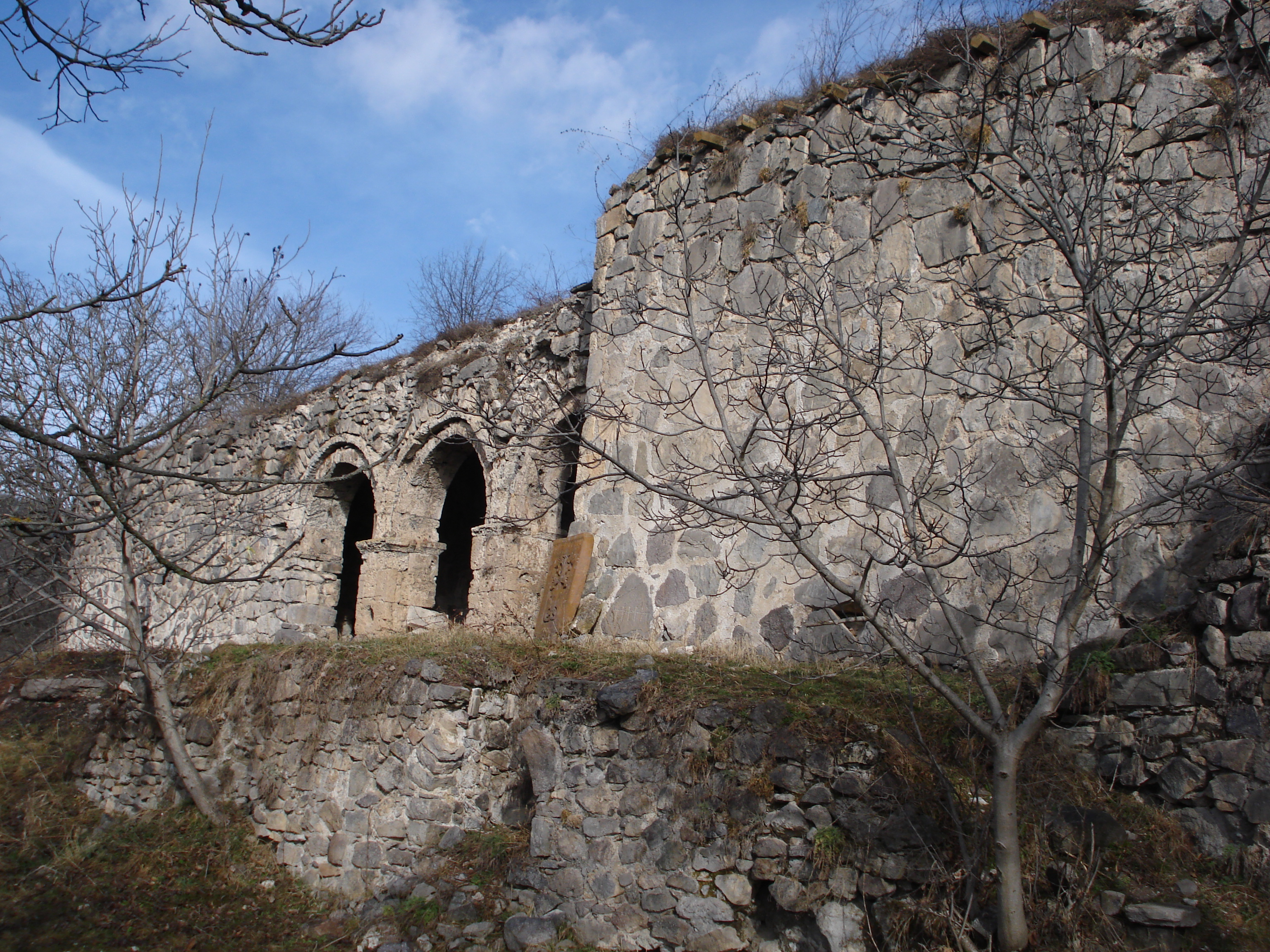
Кёлатаг, Монастырь св.Акоба, VIIв.
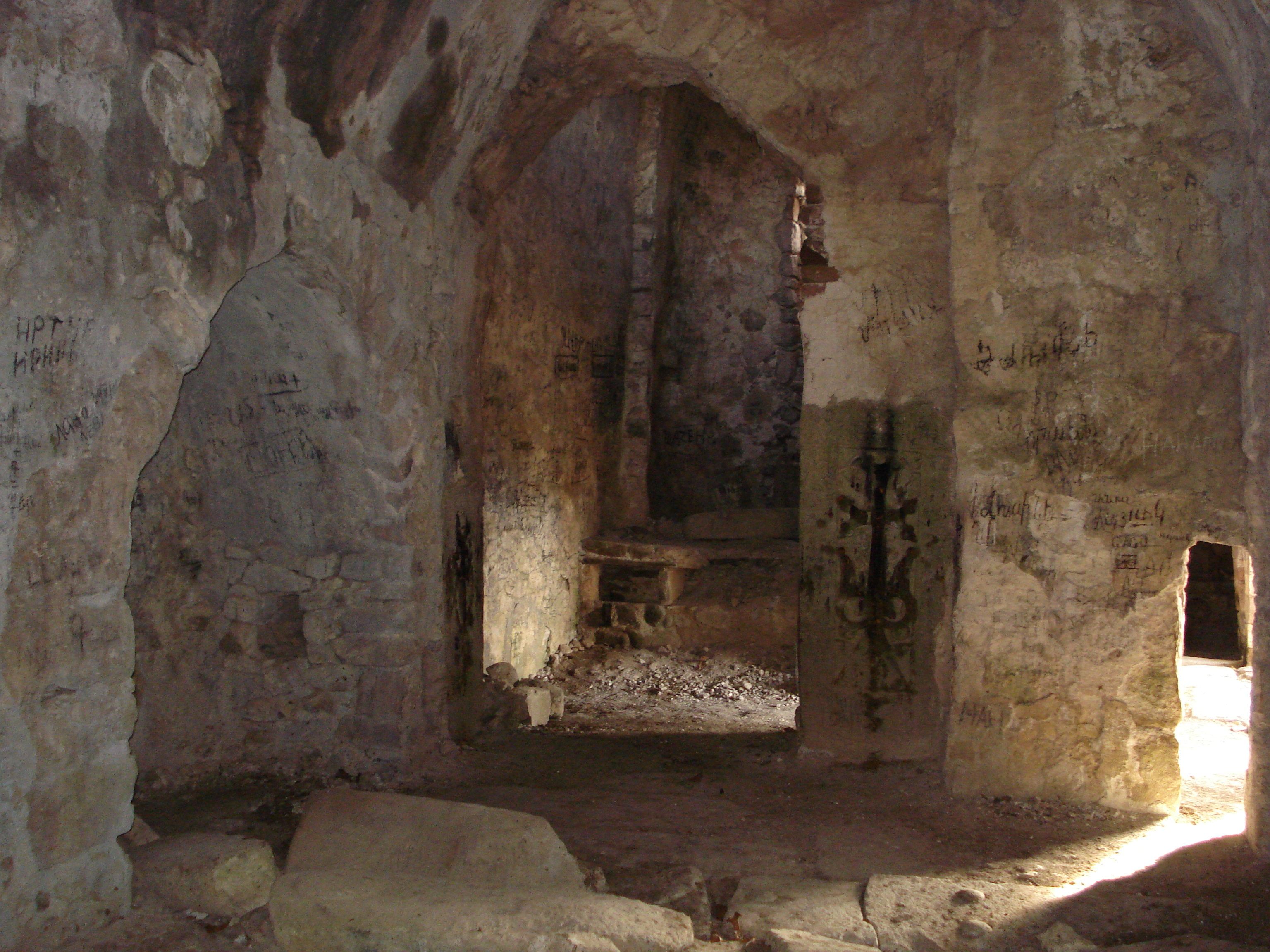
Кёлатаг, Монастырь св.Акоба, VIIв.
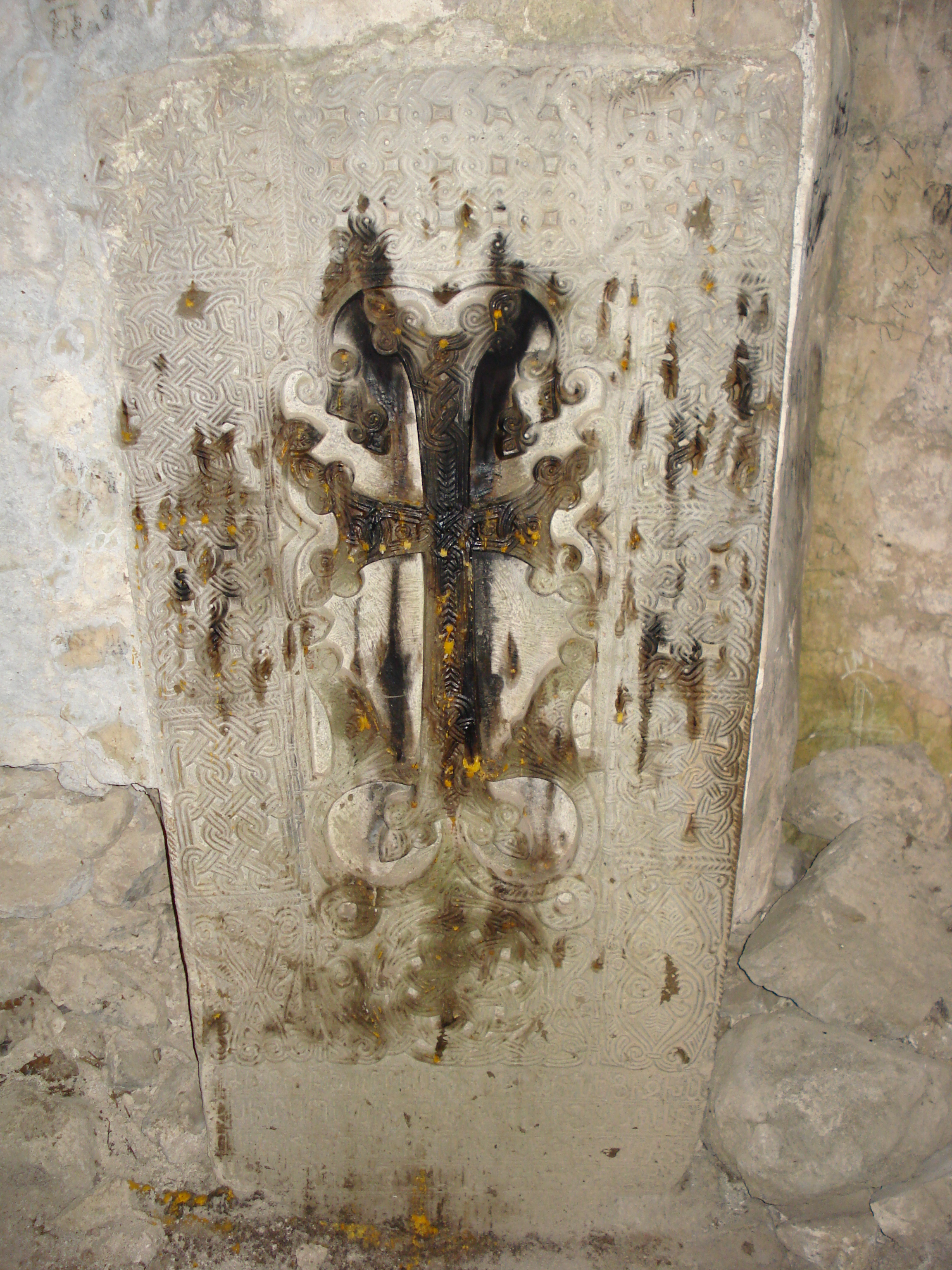
Хачкар внутри монастыря св. Акоба
Кёлатаг, платан возле монастыря св. Акоба
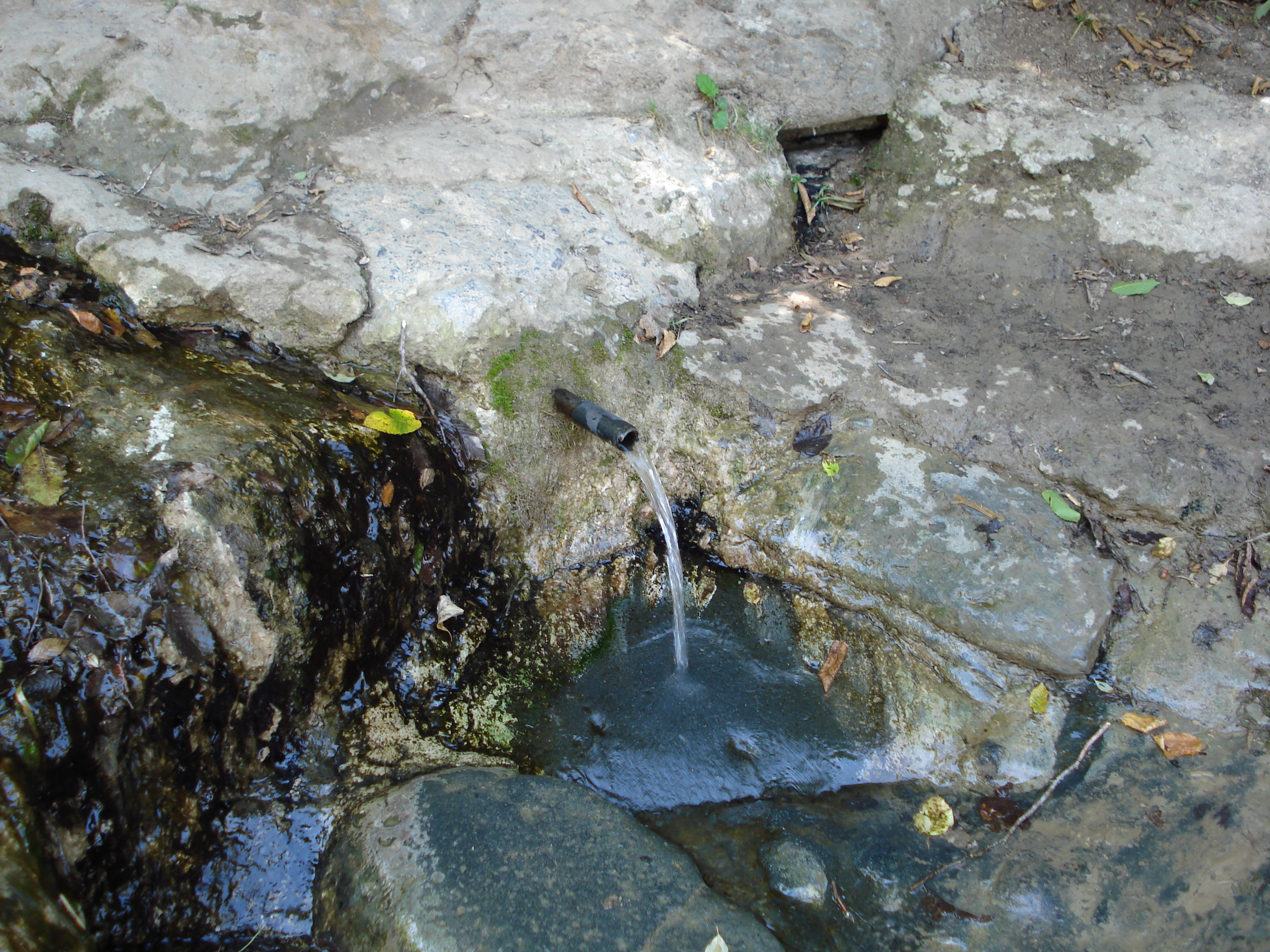
Родник Тту Джур
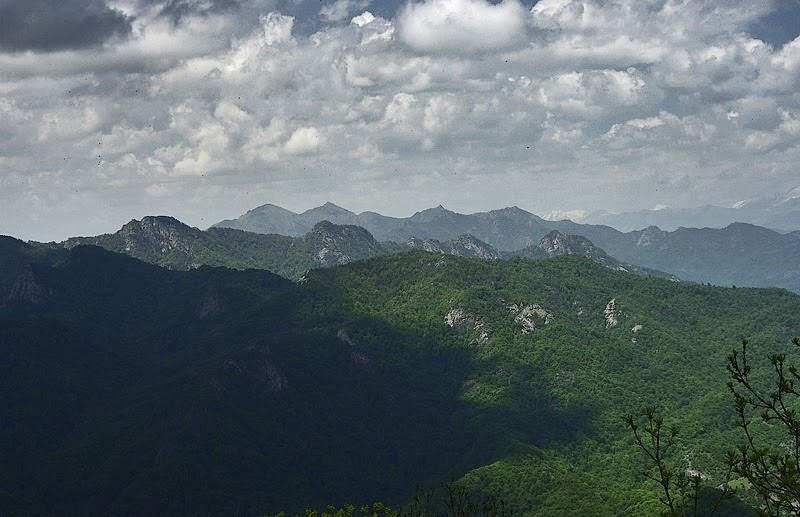
Вид с крепости
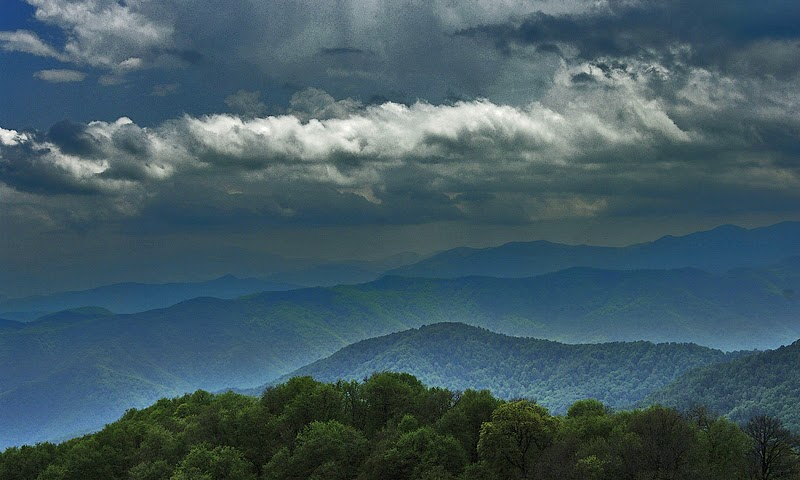
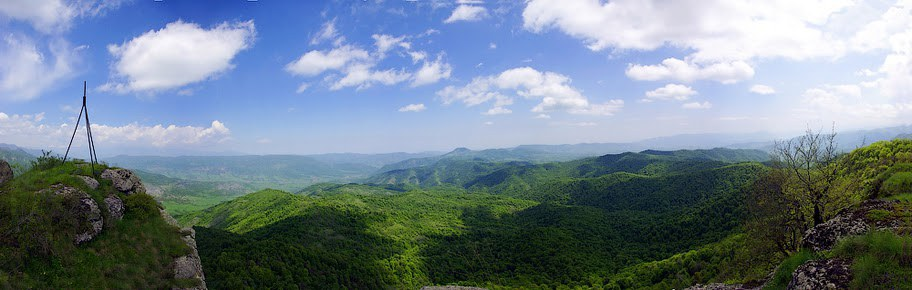
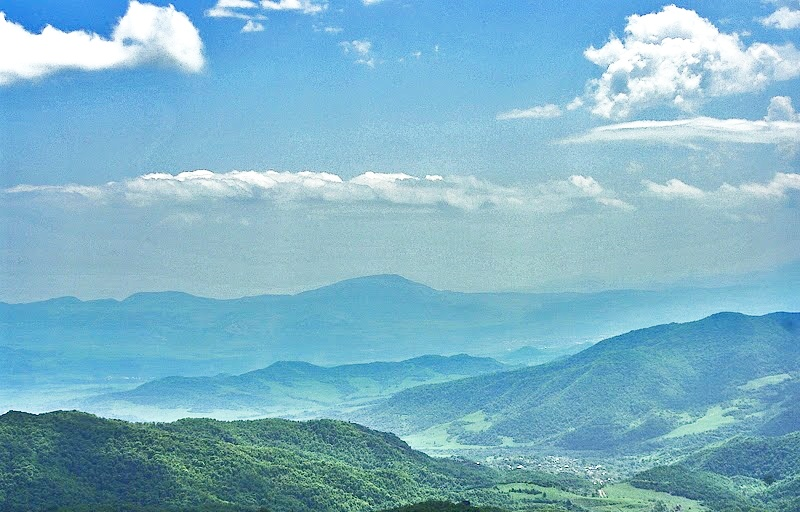
Вид с крепости на с. Кёлатаг
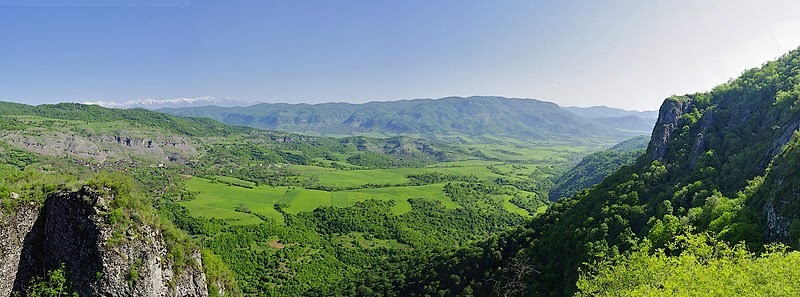
Вид на Кёлатаг
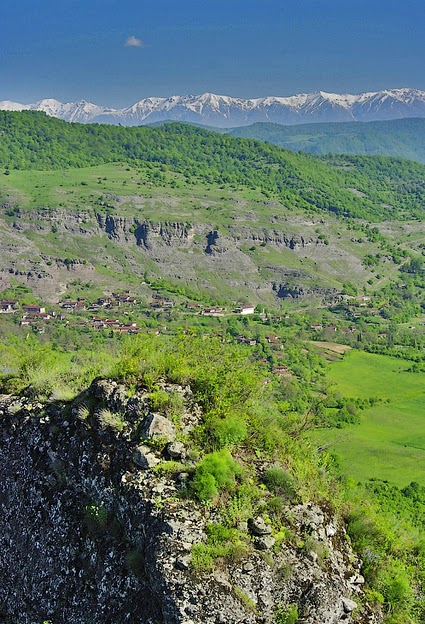
Вид на Кёлатаг
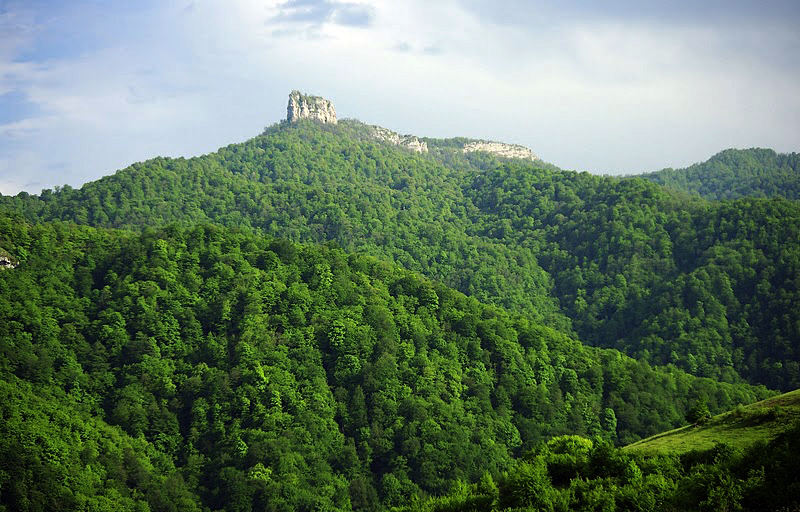
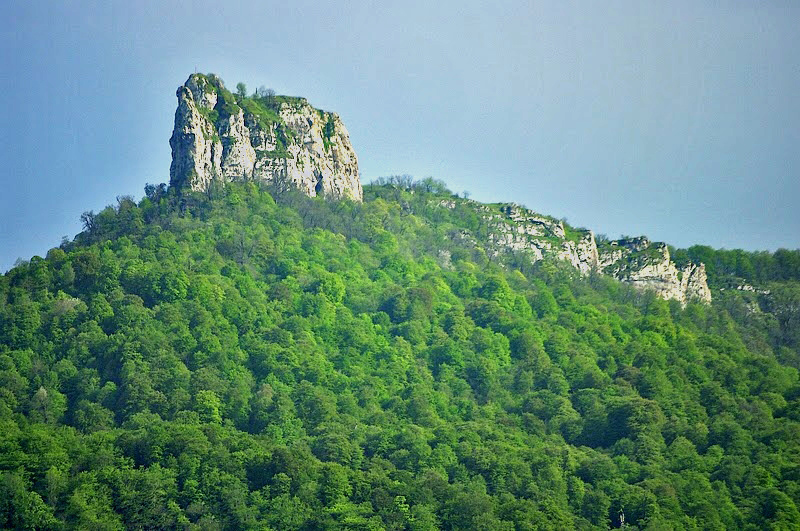
Крепость